# Chamobates geminus
Chamobates geminus är en kvalsterart som beskrevs av K. Fujikawa 1997. Chamobates geminus ingår i släktet Chamobates och familjen Chamobatidae. Inga underarter finns listade i Catalogue of Life.